# Celles-sur-Durolle
Celles-sur-Durolle [sɛl syʁ dyʁɔl] ist eine französische Gemeinde im Département Puy-de-Dôme in der Region Auvergne-Rhône-Alpes. Sie gehört zum Arrondissement Thiers und zum Kanton Thiers (bis 2015: Kanton Saint-Rémy-sur-Durolle). Die Kommune hat 1.635 Einwohner (Stand: 1. Januar 2022).

## Lage und Verkehr
Celles-sur-Durolle liegt etwa 44 Kilometer ostnordöstlich von Clermont-Ferrand an der Durolle und am Rande der Berge des Forez. Umgeben wird Celles-sur-Durolle von den Nachbargemeinden Palladuc im Norden, Arconsat im Nordosten, Chabreloche im Osten, Viscomtat im Südosten, Sainte-Agathe im Süden, Escoutoux im Südwesten, Thiers im Westen sowie La Monnerie-le-Montel im Nordwesten.
Celles-sur-Durolle ist heute Bestandteil des Regionalen Naturparks Livradois-Forez.

## Bevölkerungsentwicklung
| Jahr                       | 1962 | 1968 | 1975 | 1982 | 1990 | 1999 | 2006 | 2012 |
| Einwohner                  | 2059 | 2016 | 2052 | 2041 | 2040 | 1914 | 1850 | 1767 |
| Quellen: Cassini und INSEE |      |      |      |      |      |      |      |      |

## Sehenswürdigkeiten
- Kirche Saint-Julien mit Interieur (geschützt als Monument historique seit 1997)

## Verkehr

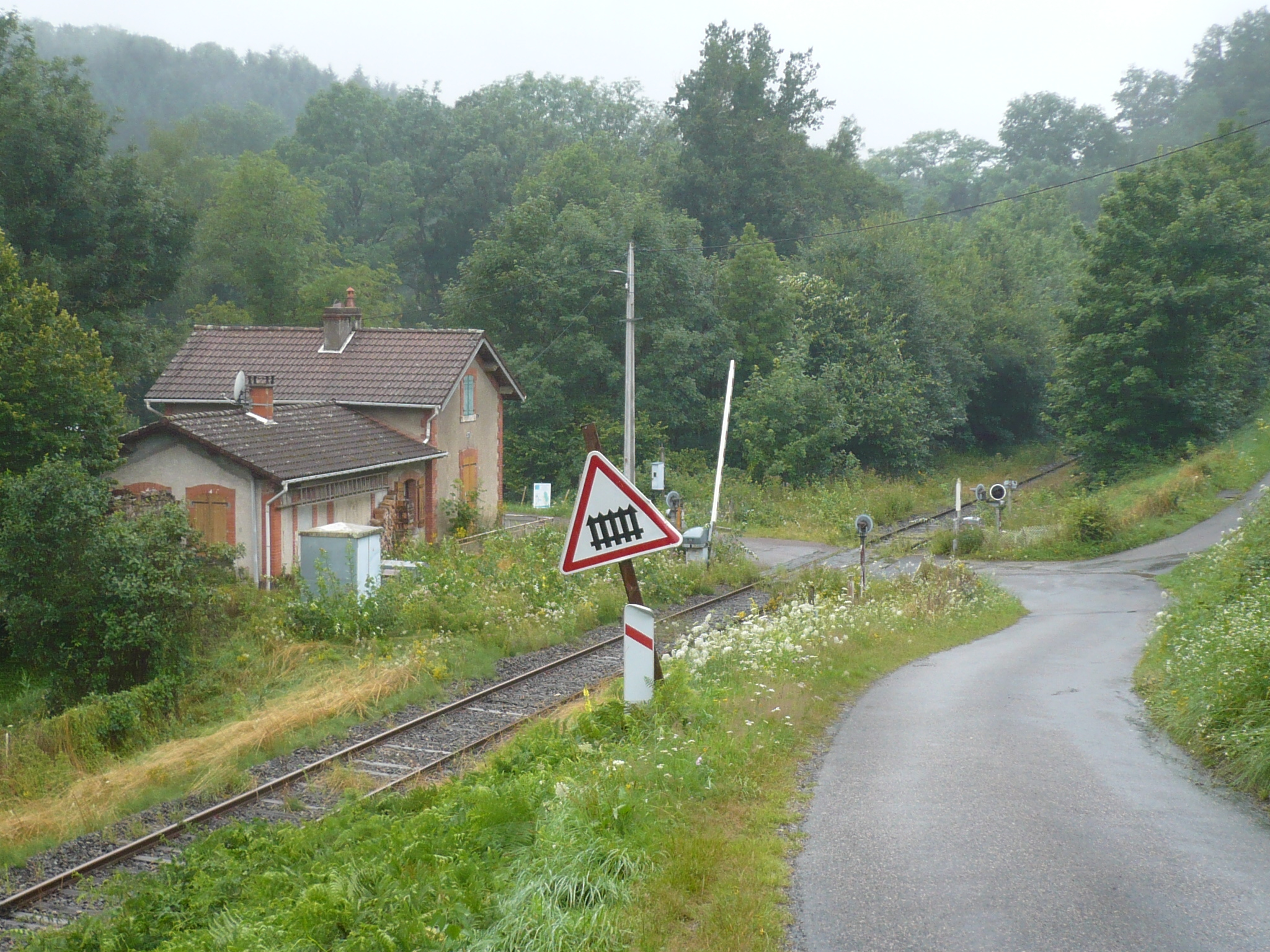
Ehemaliger Bahnhof an der Straße von Celles nach La Gare de Celles

Celles hatte einen Bahnhof an der Bahnstrecke Clermont-Ferrand–Saint-Just-sur-Loire, die in diesem Abschnitt 1877 eröffnet wurde. Der Bahnhof ist mittlerweile stillgelegt.
Durch die Gemeinde verläuft die Autobahn A 89, deren nächste Anschlussstellen sich in Noirétable und Thiers befinden. Die Nationalstraße N 89, die durch den Gemeindeteil La Gare de Celles führte, wurde in diesem Zusammenhang 2006 zur Departementsstraße D 2989 abgestuft.